# Hydroptila amoena
Hydroptila amoena är en nattsländeart som beskrevs av Ross 1938. Hydroptila amoena ingår i släktet Hydroptila och familjen smånattsländor. Inga underarter finns listade i Catalogue of Life.